# Мискет марковски
Марковски мискет е бял хибриден винен сорт грозде, селектиран от чл.-кор. Минчо Кондарев и колектив при кръстосване на Тера промеса х Мускат Отонел и Мускат Отонел през 1976 г. в НПСК „Г. Димитров“ – Пловдив. Утвърден е със Заповед № 60/22 март 1989 г. на Министерство на земеделието и горите като нов и оригинален бял винен сорт за получаване както на трапезни, така и на десертни мискетови вина.
Лозите се характеризират със среден до силен растеж и високи показатели на родовитост и добив. При средно тегло на грозда около 307 грама се получава добив от лоза 8.923 кг, а от декар – 2677 кг.
Гроздът е коничен, понякога цилиндрич-ноконичен, с едно крило, полусбит. Зърното е средноедро (2.9 г), кръгловато, месесто, сочно, сладко, със силен мискетов аромат. Мискет Марковски натрупва висок процент захари – 22,87% при 5.282 г/л киселини.
Получените трапезни и десертни мискетови вина са с много добра бистрота, красив жълто-зелен цвят и силен мискетов аромат, с добра свежест, хармоничност.